# Wioślarstwo na Letnich Igrzyskach Olimpijskich 2008 – czwórka bez sternika mężczyzn
Czwórka bez sternika mężczyzn (M4-) – konkurencja rozgrywana podczas Letnich Igrzysk Olimpijskich 2008 w Pekinie między 9 a 16 sierpnia w Parku Olimpijskim Shunyi.

## Harmonogram konkurencji
Wszystkie godziny w standardowym czasie chińskim (UTC+8)
| Godzina                        | Wydarzenie  | Runda         |
| ------------------------------ | ----------- | ------------- |
| Sobota, 9 sierpnia 2008        | 17:30-18:00 | Eliminacje    |
| Poniedziałek, 11 sierpnia 2008 | 17:30-17:40 | Repasaże      |
| Środa, 13 sierpnia 2008        | 16:50-17:10 | Półfinały A/B |
| Piątek, 15 sierpnia 2008       | 17:50-18:00 | Finał B       |
| Sobota, 16 sierpnia 2008       | 17:30-17:40 | Finał A       |

## Medaliści
| Złoto                                                                           | Srebro                                                                     | Brąz                                                                              |
| Wielka Brytania · Tom James · Steve Williams · Peter Reed · Andrew Triggs Hodge | Australia · Matt Ryan · James Marburg · Cameron McKenzie · Francis Hegerty | Francja · Julien Desprès · Benjamin Rondeau · Germain Chardin · Dorian Mortelette |

## Wyniki

### Eliminacje
Reguła kwalifikacji: 1-3 → PA/B, 4.. → R

#### Eliminacje 1
| Miejsce | Zawodnik                                                             | Kraj              | Czas    | Uwagi |
| ------- | -------------------------------------------------------------------- | ----------------- | ------- | ----- |
| 1       | Tom James Steve Williams Peter Reed Andrew Triggs Hodge              | Wielka Brytania   | 6:00,59 | PA/B  |
| 2       | Carlo Mornati Alessio Sartori Niccolò Mornati Lorenzo Carboncini     | Włochy            | 6:02,84 | PA/B  |
| 3       | David Banks Paul Teti Giuseppe Lanzone Brett Newlin                  | Stany Zjednoczone | 6:03,96 | PA/B  |
| 4       | Zhang Xingbo Zhao Linquan Guo Kang Song Kai                          | Chiny             | 6:09,64 | R     |
| 5       | Andrej Dziemjanienka Wadzim Lalin Jauhien Nosau Alaksandr Kazubouski | Białoruś          | 6:12,63 | R     |

#### Eliminacje 2
| Miejsce | Zawodnik                                                          | Kraj          | Czas    | Uwagi |
| ------- | ----------------------------------------------------------------- | ------------- | ------- | ----- |
| 1       | Geert Cirkel Matthijs Vellenga Jan-Willem Gabriëls Gijs Vermeulen | Holandia      | 6:00,50 | PA/B  |
| 2       | Carl Meyer James Dallinger Eric Murray Hamish Bond                | Nowa Zelandia | 6:00,73 | PA/B  |
| 3       | Tomaž Pirih Rok Rozman Rok Kolander Miha Pirih                    | Słowenia      | 6:03,78 | PA/B  |
| 4       | Jan Gruber Michal Horváth Milan Bruncvík Karel Neffe              | Czechy        | 6:10,36 | R     |

#### Eliminacje 3
| Miejsce | Zawodnik                                                          | Kraj      | Czas    | Uwagi |
| ------- | ----------------------------------------------------------------- | --------- | ------- | ----- |
| 1       | Matt Ryan James Marburg Cameron McKenzie Francis Hegerty          | Australia | 6:00,40 | PA/B  |
| 2       | Gregor Hauffe Toni Seifert Urs Käufer Filip Adamski               | Niemcy    | 6:00,95 | PA/B  |
| 3       | Cormac Folan Sean Casey Jonno Devlin Sean O’Neill                 | Irlandia  | 6:02,85 | PA/B  |
| 4       | Julien Desprès Benjamin Rondeau Germain Chardin Dorian Mortelette | Francja   | 6:05,00 | R     |

### Repasaże
Reguła kwalifikacji: 1-3 → PA/B
| Miejsce | Zawodnik                                                             | Kraj     | Czas    | Uwagi |
| ------- | -------------------------------------------------------------------- | -------- | ------- | ----- |
| 1       | Jan Gruber Michal Horváth Milan Bruncvík Karel Neffe                 | Czechy   | 5:58,69 | PA/B  |
| 2       | Julien Desprès Benjamin Rondeau Germain Chardin Dorian Mortelette    | Francja  | 6:00,01 | PA/B  |
| 3       | Andrej Dziemjanienka Wadzim Lalin Jauhien Nosau Alaksandr Kazubouski | Białoruś | 6:00,44 | PA/B  |
| 4       | Zhang Xingbo Zhao Linquan Guo Kang Song Kai                          | Chiny    | 6:02,37 |       |

### Półfinały A/B
Reguła kwalifikacji: 1-3 → FA, 4.. → FB

#### Półfinały A/B 1
| Miejsce | Zawodnik                                                          | Kraj              | Czas    | Uwagi |
| ------- | ----------------------------------------------------------------- | ----------------- | ------- | ----- |
| 1       | Tom James Steve Williams Peter Reed Andrew Triggs Hodge           | Wielka Brytania   | 5:54,77 | FA    |
| 2       | Matt Ryan James Marburg Cameron McKenzie Francis Hegerty          | Australia         | 5:56,20 | FA    |
| 3       | Julien Desprès Benjamin Rondeau Germain Chardin Dorian Mortelette | Francja           | 5:56,73 | FA    |
| 4       | Carl Meyer James Dallinger Eric Murray Hamish Bond                | Nowa Zelandia     | 5:57,31 | FB    |
| 5       | David Banks Paul Teti Giuseppe Lanzone Brett Newlin               | Stany Zjednoczone | 5:57,52 | FB    |
| 6       | Cormac Folan Sean Casey Jonno Devlin Sean O’Neill                 | Irlandia          | 5:58,14 | FB    |

#### Półfinały A/B 2
| Miejsce | Zawodnik                                                             | Kraj     | Czas    | Uwagi |
| ------- | -------------------------------------------------------------------- | -------- | ------- | ----- |
| 1       | Tomaž Pirih Rok Rozman Rok Kolander Miha Pirih                       | Słowenia | 5:56,08 | FA    |
| 2       | Jan Gruber Michal Horváth Milan Bruncvík Karel Neffe                 | Czechy   | 5:58,02 | FA    |
| 3       | Gregor Hauffe Toni Seifert Urs Käufer Filip Adamski                  | Niemcy   | 5:58,72 | FA    |
| 4       | Geert Cirkel Matthijs Vellenga Jan-Willem Gabriëls Gijs Vermeulen    | Holandia | 6:02,46 | FB    |
| 5       | Andrej Dziemjanienka Wadzim Lalin Jauhien Nosau Alaksandr Kazubouski | Białoruś | 6:02,79 | FB    |
| 6       | Carlo Mornati Alessio Sartori Niccolò Mornati Lorenzo Carboncini     | Włochy   | 6:05,21 | FB    |

### Finał B
| Miejsce | Zawodnik                                                             | Kraj              | Czas    | Uwagi |
| ------- | -------------------------------------------------------------------- | ----------------- | ------- | ----- |
| 1       | Carl Meyer James Dallinger Eric Murray Hamish Bond                   | Nowa Zelandia     | 6:06,30 |       |
| 2       | Geert Cirkel Matthijs Vellenga Jan-Willem Gabriëls Gijs Vermeulen    | Holandia          | 6:06,37 |       |
| 3       | David Banks Paul Teti Giuseppe Lanzone Brett Newlin                  | Stany Zjednoczone | 6:07,17 |       |
| 4       | Cormac Folan Sean Casey Jonno Devlin Sean O’Neill                    | Irlandia          | 6:07,97 |       |
| 5       | Carlo Mornati Alessio Sartori Niccolò Mornati Lorenzo Carboncini     | Włochy            | 6:08,77 |       |
| 6       | Andrej Dziemjanienka Wadzim Lalin Jauhien Nosau Alaksandr Kazubouski | Białoruś          | 6:12,54 |       |

### Finał A
| Miejsce | Zawodnik                                                          | Kraj            | Czas    | Uwagi |
| ------- | ----------------------------------------------------------------- | --------------- | ------- | ----- |
|         | Tom James Steve Williams Peter Reed Andrew Triggs Hodge           | Wielka Brytania | 6:06,57 |       |
|         | Matt Ryan James Marburg Cameron McKenzie Francis Hegerty          | Australia       | 6:07,85 |       |
|         | Julien Desprès Benjamin Rondeau Germain Chardin Dorian Mortelette | Francja         | 6:09,31 |       |
| 4       | Tomaž Pirih Rok Rozman Rok Kolander Miha Pirih                    | Słowenia        | 6:11,62 |       |
| 5       | Jan Gruber Michal Horváth Milan Bruncvík Karel Neffe              | Czechy          | 6:16,56 |       |
| 6       | Jochen Urban Richard Schmidt Urs Käufer Gregor Hauffe             | Niemcy          | 6:19,63 |       |